# Erika Buenfil
Erika Buenfil (Monterrey, Nuevo León,  Meksiko, 23. studenoga, 1964.) poznata je meksička glumica i pjevačica. Najpoznatija je po ulogama u hororima i telenovelama. Snimila je tri glazbena albuma, a povremeno nastupa i u kazalištima.
Njezina se majka zvala María Martha.

## Filmografija
- Obiteljski grijesi
- 2014 - La gata ... Renata (telenovela)
- 2012/2013 - Amores verdaderos ... Victoria Balvanera de Gil, glavna uloga (telenovela)

- 2010 - Triunfo del amor ... Antonieta Orozco (telenovela)

- 2009/2010 - Mar de amor ... Casilda (telenovela)

- 2009 - Los simuladores .... Sra. Valdéz (TV serija)

- 2009 - La rosa de Guadalupe ... Yolanda (TV serija)

- 2008 - Mañana es para siempre ... Monserrat Rivera de Elizalde, specijalno učešće (telenovela)

- 2008 - La rosa de Guadalupe ... Cielo (TV serija)

- 2007 - Tormenta en el paraíso ... Patsy Sandoval, specijalno učešće u ulozi negativke (telenovela)

- 2007 - Amor sin maquillaje ... Laura (telenovela)

- 2006 - Duelo de pasiones ... Soledad Montellano, (telenovela)

- 2004 - Corazones al límite ... Pilar De La Reguera, glavna uloga (telenovela)

- 2004 - Amarte es mi pecado ... Gisela López Monfort, specijalno učešće u ulozi negativke (telenovela)

- 2003 - La hora pico: El reventón (TV serija)

- 1995 - 2003 - Mujer, casos de la vida real ... Verónica (TV serija)

- 2002 - Así son ellas ... Dalia Marcelín, glavna uloga (telenovela)

- 2000 - Carita de ángel ... Policarpia Zambrano (telenovela)

- 1999 - Tres mujeres ... Bárbara Uriarte Espinoza, glavna uloga (telenovela)

- 1997 - El alma no tiene color ... Diana Alcántara, specijalno učešće (telenovela)

- 1996 - Marisol ... Marisol Gárces del Valle / Verónica Soriano, glavna uloga (telenovela)

- 1992 - El prófugo (film)

- 1991 - Vida robada ... Gabriela Durán / Leticia, glavna uloga (telenovela)

- 1990 - Ladrones de tumbas ... Rebeca de la Huerta (horor)

- 1989 - Cita con la muerte ... Julieta (horor)

- 1988 - Amor en silencio ... Marisela Ocampo / Ana Silva, glavna uloga (telenovela)

- 1986 - El engaño ... Marcela, glavna uloga (telenovela)

- 1985 - Cementerio del terror ... Lena (horor)

- 1985 - Angélica ... Angélica, glavna uloga (telenovela)

- 1983 - El maleficio ... Vicky de Martino, mlada protagonistica (telenovela)

- 1982 - Cosa fácil ... Elenina prijateljica (film)

- 1981 - El sexo de los ricos ... Djevojka na motoru (film)

- 1981 - El derecho de nacer ... Cristina del Junco (telenovela)

- 1980 - Conflictos de un médico (telenovela)

- 1980 - Ambición (telenovela)

- 1979 - Aprendiendo a amar ... Natalia (telenovela)

- 1979 - Añoranza (telenovela)

- 1978 - Acompáñame (telenovela)

## Nagrade i nominacije

### TvyNovelas Nagrade
- 2014. Najbolja glavna glumica - Amores verdaderos - Dobitnica

- 2000. Najbolja glavna glumica - Tres mujeres - Nominirana

- 1997. Najbolja glavna glumica - Marisol (telenovela) - Nominirana

- 1992. Najbolja glavna glumica - Vida robada - Nominirana

- 1989. Najbolja mlada glumica - Amor en silencio - Dobitnica

- 1984. Otkriće godine - El maleficio - Nominirana

- 1983. Najbolja voditeljica - XE-Tú - Dobitnica

### Nagrade People en Español
- 2014. Najbolja glumica - Amores verdaderos - Nominirana